# Thomas Mayne Reid
Thomas Mayne Reid (4 aprilie 1818 – 22 octombrie 1883), a fost un romancier american de origine scoțiano-irlandeză. "Căpitanul" Reid a scris multe romane de aventuri asemănătoare cu cele scrise de Frederick Marryat și Robert Louis Stevenson. El a fost un mare admirator al lordului Byron. Acțiunea acestor romane are loc în teritorii sălbatice și puțin cunoscute la acea vreme: vestul Americii, Mexic, Africa de Sud, Himalaya și Jamaica.

## Biografie

### Primii ani
Reid s-a născut în Ballyroney, un mic cătun de lângă Katesbridge, comitatul Down, în partea de nord a Irlandei, fiind fiul rev. Thomas Mayne Reid Sr., care era un înalt cleric al Adunării Generale a Bisericii Prezbiteriene din Irlanda. Tatăl său dorea ca el să devină preot prezbiterian, astfel încât în septembrie 1834 el s-a înscris la Institutul Academic Regal din Belfast. Deși a stat timp de patru ani, el nu s-a putut motiva suficient pentru a-și finaliza studiile și a obține o diplomă. S-a întors acasă la Ballyroney pentru a preda la școală.
În decembrie 1839 s-a urcat la bordul navei Dumfriesshire care mergea la New Orleans, Louisiana, ajungând acolo în ianuarie 1840. La scurt timp după aceea, a găsit un loc de muncă ca funcționar pe o plantație de porumb sau de comerciant în piața de porumb. El a rămas timp de șase luni în New Orleans. S-a spus că a renunțat la acel loc de muncă pentru că a refuzat să-i bicuiască pe sclavi. (Reid a folosit mai târziu Louisiana ca loc unde se petrecea acțiunea uneia dintre cele mai bine vândute cărți ale sale, romanul anti-sclavie intitulat The Quadroon.)
De la New Orleans, Reid a călătorit în Tennessee. Pe o plantație din apropiere de Nashville, el i-a meditat pe copiii dr. Peyton Robertson, pe care unii biografi ai lui Reid l-au confundat cu tatăl medicului, generalul James Randolph Robertson. (Douăzeci de ani mai târziu, Reid a stabilit acțiunea romanului său The Wild Huntress în statul Tennessee.) După moartea dr. Robertson, Reid a fondat o școală privată la Nashville. În 1841 s-a angajat ca funcționar la un comerciant din Natchez, Mississippi sau Natchitoches, Louisiana (locul din urmă pare mult mai probabil). Deși Reid a susținut mai târziu că a făcut mai multe călătorii în Vest în această perioadă a vieții sale (pe care și-a bazat unele dintre romanele sale), dovezile efectuării unor astfel de călătorii sunt vagi și confuze.

### Carieră literară
La sfârșitul anului 1842 Reid a ajuns în Pittsburgh, Pennsylvania, unde și-a început cariera literară scriind atât proză, cât și poezie pentru ziarul local Morning Chronicle, sub pseudonimul Bhe Poor Scholar. (Se pare, de asemenea, că a lucrat și ca transportator de hârtie.) Prima sa scriere verificabilă a fost o serie de poeme epice numită Scenes in the West Indies.
La începutul anului 1843, Reid s-a mutat la Philadelphia, unde a rămas timp de trei ani. În acest timp el a lucrat ca jurnalist și din când în când a publicat poezii în Godey's Lady's Book, Graham's Magazine, Ladies National Magazine și alte publicații similare, folosind același pseudonim pe care l-a întrebuințat și la Pittsburgh. Aici l-a cunoscut pe Edgar Allan Poe și cei doi au devenit colegi de băutură pentru un timp. Poe îl va numi mai târziu pe Reid „un colosal, dar cel mai pitoresc mincinos. A prostit pe un număr surprinzător de mare de oameni, dar cu priceperea unui artist, și de aceea l-am ascultat cu atenție”.
Când a început Războiul Mexicano-American în primăvara anului 1846, Reid lucra pe post de corespondent pentru New York Herald la Newport, Rhode Island (care va deveni mai târziu locul unde se petrecea acțiunea unui alt roman). În acest moment el a început să folosească pseudonimul Ecolier, pe lângă Poor Scholar.
Pe 23 septembrie 1846, Reid s-a alăturat ca locotenent II în Regimentul 1 Infanterie din New York format din voluntari. În ianuarie 1847 regimentul a plecat din New York cu vaporul. New york-ezii au avut tabăra timp de mai multe săptămâni pe insula Lobos înainte de a lua parte la invadarea zonei centrale a statului Mexic de către generalul-maior Winfield Scott, care a început pe 9 martie, la Veracruz. Folosind pseudonimul Ecolier, Reid a fost corespondent pentru ziarul new york-ez Spirit of the Times, care i-a publicat ciclul Sketches by a Skirmisher. Pe 13 septembrie, în Bătălia de la Chapultepec, tânărul ofițer de origine irlandeză a suferit o rană severă la coapsă în timp ce conducea un atac. El a fost ulterior promovat la rangul de locotenent I pentru curaj în luptă. Pe 5 mai 1848 Reid și-a dat demisia, iar în iulie s-a întors la New York, cu regimentul său.
Love's Martyr, prima sa piesă de teatru, s-a jucat la Walnut Street Theater din New York timp de cinci nopți, în octombrie 1848. El a publicat War Life, o relatare a  evenimentelor din timpul serviciului militar, în 27 iunie 1849.
Aflând de începerea Revoluției Bavareze, s-a dus în Anglia pentru a se oferi voluntari. Dar, după trecerea Atlanticului s-a răzgândit și a plecat acasă, în nordul Irlandei. În scurt timp s-a mutat la Londra, iar în 1850 a publicat primul său roman, The Rifle Rangers. Acesta a fost urmat de The Scalp Hunters (1851; dedicat comandorului Edwin W. Moore, pe care l-a întâlnit în 1841), The Desert Home (1852) și The Boy Hunters (1853). Această din urmă carte, având acțiunea petrecută în Texas și Louisiana, a fost un „jurnal de călătorie științific juvenil”. Ea a devenit o carte favorită a tânărului Theodore Roosevelt, care va deveni un mare fan al lui Reid. În același an Reid s-a căsătorit cu fiica editorului său, aristocratul englez G. W. Hyde, domnișoara Elizabeth Hyde, ce avea vârsta de 15 ani.
După o perioadă scurtă de timp liber  pe care a petrecut-o cu noua lui soție, el a revenit curând la scris. Continuându-și romanele sale de aventuri cu acțiunea petrecută în America, el a publicat mai multe romane de succes: The White Chief (1855), The Quadroon (1856), Oceola (1858) și The Headless Horseman (1865, tradus în limba română Călărețul fără cap).
El a cheltuit banii în mod liber, construind inclusiv o fermă vastă, o reproducere elaborată a unei hacienda mexicane pe care o văzuse în timpul Războiului Mexicano-American. Acest stil de viață extravagant l-a adus la faliment în noiembrie 1866. În luna octombrie a anului următor s-a mutat la Newport, Rhode Island, în speranța de a recăpăta succesul american de care avusese parte anterior. S-a întors la New York în anul 1867 și a fondat Onward Magazine.

### Ultimii ani
Reid a predat la Steinway Hall în New York și-a publicat romanul The Helpless Hand în 1868. Dar America nu mai era cea pe care o cunoscuse Reid cu ani mai înainte. Rana pe care a primit-o la Chapultepec a început să-l deranjeze și el a fost spitalizat timp de mai multe luni la spitalul St. Luke în iunie 1870. Elizabeth ura America și, după ce a fost externat din spital, el și soția sa s-au întors în Anglia pe 22 octombrie 1870 și au trăit în Ross on Wye, Herefordshire.
Suferind de melancolie acută, el a fost în curând din nou internat in spital. A încercat să scrie, dar a finalizat puține lucrări. El a trăit în principal de pe urma pensiei oferite de Armata SUA, care nu era suficientă pentru a-i acoperi cheltuielile. Reid a murit la Londra, la vârsta de 65 de ani, și a fost îngropat în cimitirul Kensal Green. Pe piatra sa de mormânt se află un citat din The Scalp Hunters: „Aceasta este iarba preriei; este numită greșit: ea este Grădina lui Dumnezeu.”

## Influență și moștenire

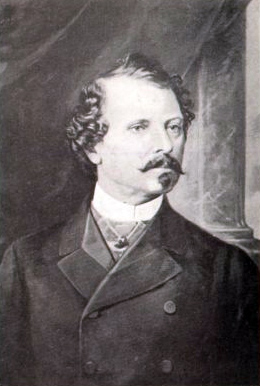
Mayne Reid

Cărți precum Young Voyagers au avut o mare popularitate, mai ales în rândul băieților. El a fost, de asemenea, foarte popular în întreaga lume; poveștile lui din vestul Americii i-au captivat pe copiii din toate țările, inclusiv din Europa și Rusia. Printre cărțile sale, dintre care multe au fost traduse în Polonia și Rusia, au fost The Rifle Rangers (1850), Scalp Hunters (1851), Boy Hunters (1853), War Trail (1851), Boy Tar (1859) și Headless Horseman (1865/6). Vladimir Nabokov a considerat Călărețul fără cap ca romanul de aventuri favorit din copilăria sa - „care i-a dat o viziune a preriilor, a marilor spații deschise și a cerului de deasupra”. La 11 ani, Nabokov a tradus chiar Călărețul fără cap în limba franceză. Alexander Bek menționează că K. K. Rokossovky, viitor Mareșal al Uniunii Sovietice, ar fi citit scrierile lui Reid, la care s-ar fi referit la începutul anului 1942. Czeslaw Milosz a menționat că a citit în copilărie, de asemenea, traducerile rusești ale lui Reid, care i-au permis să învețe limba rusă și alfabetul chirilic. Un capitol din Reid apare în colecția sa de eseuri Împărat al Pământului (1976).
În autobiografia sa, președintele american Teddy Roosevelt afirmă că Mayne Reid a fost o persoană care l-a inspirat puternic de timpuriu. Aristocrat timid și astmatic, Theodore Roosevelt era pasionat de zoologie și de călătoriile aventuroase. Cărțile de aventuri ale lui Mayne Reid ar fi putut constitui o sursă de inspirație pentru extinderea parcurilor naționale în cele două mandate ale lui T. Roosevelt.
Russell Miller, în biografia lui Arthur Conan Doyle, a afirmat că Mayne Reid era unul dintre autorii favoriți din copilărie ai lui Conan Doyle și a avut o mare influență asupra scrierilor lui Conan Doyle.
Deși Mayne Reid s-a numit el însuși și este menționat de multe ori ca fiind „căpitan”, Historical Register and Dictionary of the U.S. Army a lui Francis B. Heitman îl menționează doar ca locotenent.

## Scrieri
Reid a scris aproximativ șaptezeci și cinci de romane și multe povestiri și schițe.
- The Rifle Rangers; or, Adventures in Southern Mexico (1850)
- The Scalp Hunters: A Romance of the Plain (1851)
- The Desert Home: The Adventures of a Lost Family in the Wilderness (1851)
- The Forest Exiles; or, The Perils of a Peruvian Family Amid the Wilds of the Amazon (1852)
- The White Chief; A Legend of North Mexico (1855)
- The Boy Hunters, or, Adventures in Search of a White Buffalo (1855)
- The Hunter's Feast; or, Conversations Around the Camp-fire (1856)
- The Bush Boys: History and Adventures of a Cape Farmer and His Family (1856)
- The Quadroon: Or, A Lover's Adventures in Louisiana (1856)
- The War Trail; or, The Hunt of the Wild Horse (1857)
- The Plant Hunters; or, Adventures Among the Himalaya Mountains (1858)
- Osceola the Seminole, or, The Red Fawn of the Flower Land (1858)
- The Lone Ranch (1860)
- The Scalp Hunters (1860)
- Bruin: The Great Bear Hunt (1860)
- The Lone Ranch: A Tale of the Staked Plain (1860)
- The Wild Huntress; or, The Big Squatter's Vengeance (1861)
- The Maroon: A Tale of Voodoo and Obeah (1862)
- The Cliff Climbers (1864)
- The Boy Slaves (1865)
- The Headless Horseman (1866), în română Călărețul fără cap
- The Giraffe Hunters (1867)
- Afloat in The Forest; or A Voyage Among the Tree-Tops (1867)
- The White Squaw (1868)
- The Headless Horseman: A Strange Story of Texas (1868)
- The Helpless Hand: A Tale of Backwoods Retribution (1868)
- The Planter Pirate: A Souvenir of Mississippi (1868)
- The Yellow Chief: A Romance of the Rocky Mountains (1869)
- The Fatal Cord (1869)
- The Castaways (1870)
- The Vee-Boers: A Tale of Adventure in Southern Africa (1870)
- The Finger of Fate (1872)
- The Death Shot; or, Tracked to Death (1873)
- The Cuban Patriot, or, The Beautiful Creole: An Episode of the Cuban Revolution (1873)
- The Death Shot (1874)
- The Young Yagers, or, A Narrative of Hunting Adventures in Southern Africa (1875)
- The Giraffe Hunters (1876)
- The Flag of Distress: A Story of the South Sea' (1876)
- Gwen Wynn; A Romance of the Wye (1877)
- The Man-Eaters (1878)
- The Specter Barque: A Tale of the Pacific (1879)
- The Captain of the Rifles; or, The Queen of the Lakes: A Romance of the Mexican Valley (1879)
- The Land Pirates, or, The League of Devil's Island: A Tale of the Mississippi (1879)
- The Ocean Hunters, or, The Chase of the Leviathan: A Romance of Perilous Adventure (1881)
- The Ocean Waifs: A Story of Adventure on Land and Sea (1882)
- Blue Dick, or, The Yellow Chief's Vengeance: A Romance of the Rocky Mountains (1883)
- The Hunters' Feast (foileton 1854, carte 1883)
- Gaspar, the Gaucho, or, Lost on the Pampas: A Tale of the Gran Chaco (1883)
- The Island Pirate: A Tale of the Mississippi (1884)
- The Land of Fire: A Tale of Adventure (1885)
- The Lost Mountain: A Tale of Sonora (1885)
- The Free Lances: A Romance of the Mexican Valley (1888)
- The Tiger Hunter: A Hero in Spite of Himself (1889)
- No Quarter! (1890)
- The White Gauntlet (1892)
- The Guerilla Chief and Other Tales
- The Bandolero, A Marriage among the Mountains
- The Boy Tar
- The Child Wife
- Ran Away to Sea
- Wood Rangers: The Trappers of Sonora
- The Young Voyageurs: Boy Hunters in the North